# Tête de bois
Albums de Gilbert Bécaud
L'Enfant à l'étoile
(1960) Le Bateau blanc
(1962)
Tête de bois est un album  de Gilbert Bécaud, qui contient des nouvelles versions de certains de ses classiques. Il paraît en 1960, en stéréo au format 33 tours 30 cm (La Voix de son maître - CSDF 101).

## Face A
1. Tête de bois (Pierre Delanoë/Gilbert Bécaud)
2. Quand tu n'es pas là (Pierre Delanoë/Gilbert Bécaud) (1959)
3. Pilou Pilou Hé (Louis Amade/Gilbert Bécaud) (nouvelle version)
4. Mé-qué, mé-qué (Charles Aznavour/Gilbert Bécaud) (nouvelle version)
5. Croquemitoufle (Louis Amade, Pierre Delanoë/Gilbert Bécaud) (nouvelle version)
6. Viens danser (Pierre Delanoë, Louis Amade/Gilbert Bécaud) (nouvelle version)

## Face B
1. L'Enterrement de Cornélius (Pierre Delanoë/Gilbert Bécaud) (nouvelle version)
2. C'était moi (Maurice Vidalin/Gilbert Bécaud)
3. Si je pouvais revivre un jour ma vie (Louis Amade, Pierre Delanoë/Gilbert Bécaud) (nouvelle version)
4. Marie, Marie (Pierre Delanoë/Gilbert Bécaud) (nouvelle version)
5. Ah ! Si j'avais des sous (Pierre Delanoë/Gilbert Bécaud) (nouvelle version)
6. Les Marchés de Provence (Louis Amade/Gilbert Bécaud) (nouvelle version)

## Version CD sur le coffretL'Essentiel(2011)
45T de 1960
- 13. Viens (Charles Aznavour/Gilbert Bécaud) (nouvelle version)
- 14. Quand l'amour est mort (Pierre Delanoë/Gilbert Bécaud)
- 15. Je t'appartiens (Pierre Delanoë/Gilbert Bécaud) (nouvelle version)

45T de 1961
- 16. Natashquan (Gilles Vignault/Gilbert Bécaud)
- 17. Miserere (Louis Amade/Gilbert Bécaud)
- 18. Martin (Louis Amade/Gilbert Bécaud)
- 19. Cavalier du grand retour (Pierre Delanoë/Gilbert Bécaud)
- 20. Abrina Birchoué (Louis Amade/Gilbert Bécaud)
- 21. Ma châtelaine (Pierre Delanoë/Gilbert Bécaud)
- 22. Nous les copains (Pierre Delanoë/Gilbert Bécaud)
- 23. Toi le musicien (Louis Amade/Gilbert Bécaud)
- 24. Dans ces moments là (Maurice Vidalin/Gilbert Bécaud)
- 25. Le Condamné (quand ils m'ont jugé) (Pierre Delanoë, Maurice Vidalin/Gilbert Bécaud)
- 26. Les Cocottes en papier (Louis Amade/Gilbert Bécaud)